# Самит земаља Западног Балкана 2015.
Самит земаља Западног Балкана (енгл. Western Balkans Summit) је други у низу годишњих самита шефова држава и влада земаља Западног Балкана. Самит је организован 27. августа 2015. у главном граду Аустрије, Бечу, следећи самит из Берлина организован 2014. године. Цео догађај је део такозваног Берлинског процеса, петогодишњег процеса обележеног организовањем годишњих сусрета који за декларисани циљ имају да покажу посвећеност Европске уније процесу проширења на земље региона. На самиту 2014. у Берлину потврђено је да ће домаћин самита у 2015. години бити Беч, а у 2016. Париз.
Фокус Берлинског процеса је стављен на земље региона које се још увек налазе изван Европске уније (Албанија, Босна и Херцеговина, Црна Гора, Република Косово статус споран, Северна Македонија и Србија) уз суделовање земања чланица које су се обавезале да организују годишње самите (Немачка, Аустрија, Француска и Италија) и уз потпору земаља региона које већ јесу део уније (Хрватска и Словенија).